# Sheohar
Sheohar (en hindi: शिवहर ) es una ciudad de la India, centro administrativo del distrito de Sheohar, en el estado de Bihar.

## Geografía
Se encuentra a una altitud de 66 m s. n. m. a 130 km de la capital estatal, Patna, en la zona horaria UTC +5:30.

## Demografía
Según estimación 2011 contaba con una población de 30 073 habitantes.